# Марія Тереса Портела
Марія Тереса Портела Рівас (ісп. María Teresa Portela Rivas, 5 травня 1982) — іспанська веслувальниця, срібна призерка Олімпійських ігор 2020 року.

## Виступи на Олімпіадах
| Олімпіада           | Дисципліна                    | Місце |
| ------------------- | ----------------------------- | ----- |
| Сідней 2000         | байдарка-одиночка, 500 метрів | 13    |
| Афіни 2004          | байдарка-двійка, 500 метрів   | 5     |
| Афіни 2004          | байдарка-четвірка, 500 метрів | 5     |
| Пекін 2008          | байдарка-одиночка, 500 метрів | 15    |
| Пекін 2008          | байдарка-четвірка, 500 метрів | 5     |
| Лондон 2012         | байдарка-одиночка, 200 метрів | 4     |
| Ріо-де-Жанейро 2016 | байдарка-одиночка, 200 метрів | 6     |
| Токіо 2020          | байдарка-одиночка, 200 метрів | 2     |
| Париж 2024          | байдарка-четвірка, 500 метрів | 6     |

## Зовнішні посилання
- Марія Тереса Портела на сайті International Canoe Federation (англійська)
- Марія Тереса Портела на сайті Olympics.com (англійська)
- Марія Тереса Портела на сайті Olympedia (англійська)